# CEC 슈퍼 리가
CEC 슈퍼 리가(CEC Super Liga)는 1914년 시작한 루마니아의 최상위 럭비 유니온 리그이다. 8팀이 참가하며 매시즌 디비지아 A와 승강제를 실시하며 시즌이 끝난후 디비지아 A와 승강제를 실시한다. 부쿠레슈티 오크스를 통해 유러피언 챌린지 컵에 참가한다.

## 팀 (2011)
- CS 디나모 부쿠레슈티
- CS CSM 부쿠레슈티
- CSM 바이아마레
- CS 유니버시타테아 클루지 나포차
- CSU 아우렐 블라이쿠 아라드
- CSA 슈테아우아 부쿠레슈티
- RCJ 파룰 콘스탄차
- RCM 유니버시타테아 티미쇼아라